# Jack, o Estripador na ficção

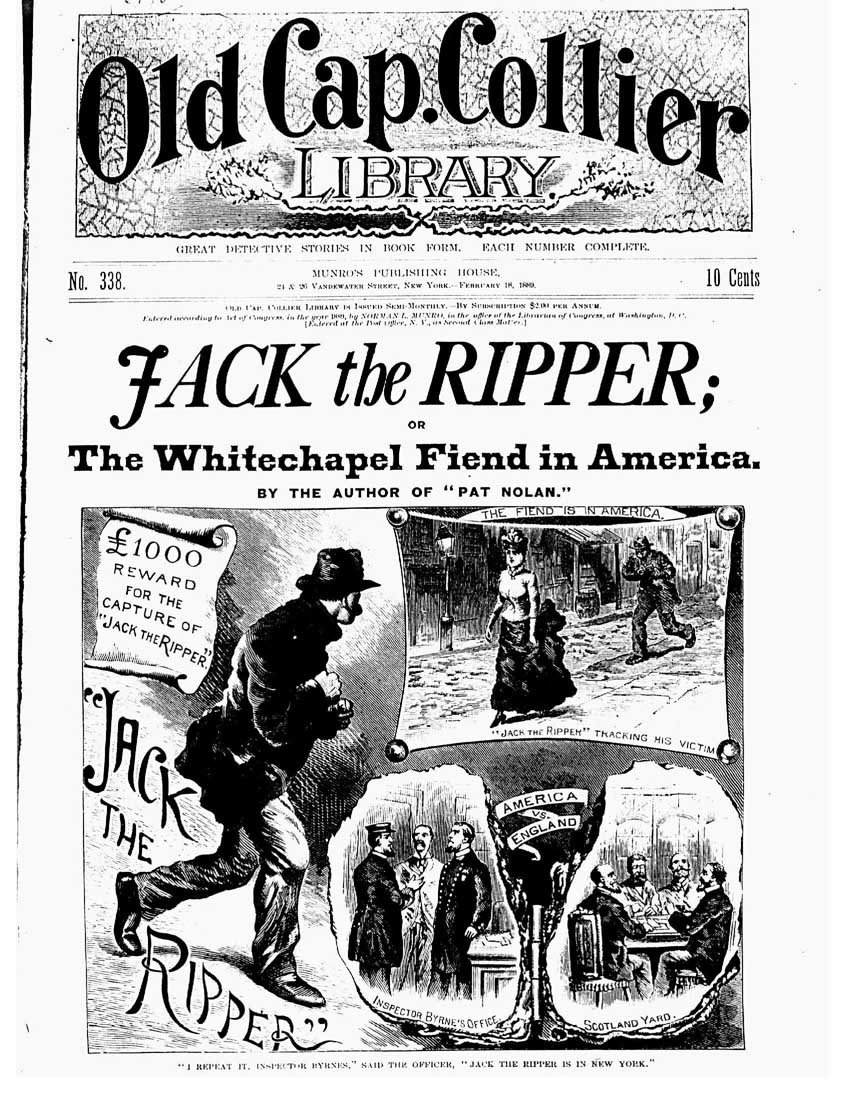
Capa de "Jack the Ripper; Or The Whitechapel Fiend in America" (1889) de Jerome Gilbert.

Desde os infames assassinatos em Whitechapel, Londres, em 1888, Jack, o Estripador, tem sido uma figura onipresente na cultura popular, com representações que se estendem desde a literatura e o cinema até quadrinhos, jogos e séries de TV. A aura de mistério e horror que envolve o assassino, cujo verdadeiro nome nunca foi confirmado, inspirou uma vasta gama de obras criativas, que utilizam sua história para explorar temas de violência, medo e o lado mais sombrio da humanidade.

### Literatura e Quadrinhos
Uma das representações mais conhecidas de Jack, o Estripador, é a graphic novel "From Hell", escrita por Alan Moore e ilustrada por Eddie Campbell. Publicada originalmente entre 1989 e 1996, a obra reconstrói detalhadamente os eventos dos assassinatos de Whitechapel, oferecendo uma interpretação fictícia sobre o assassino. From Hell foi posteriormente adaptada em um filme de 2001, estrelado por Johnny Depp e Heather Graham, que introduz o público a uma nova visão sobre os crimes e a figura de Jack.
Além disso, Dust and Shadow: An Account of the Ripper Killings by Dr. John H. Watson, de Lyndsay Faye, é um romance que traz Sherlock Holmes enfrentando Jack, o Estripador, em uma trama cheia de tensão e mistério. O livro destaca o famoso detetive e seu companheiro Watson em busca de pistas sobre o assassino, oferecendo uma fusão entre dois ícones da literatura vitoriana.
Na obra Record of Ragnarok, um mangá que retrata batalhas entre figuras históricas e divindades, Jack, o Estripador (ジャック・ザ・リッパー Jakku za Rippā?) Dublado por: Tomokazu Sugita, é representado como um dos lutadores humanos escolhidos para enfrentar os deuses. Ele aparece em um dos combates mais destacados da série, enfrentando o deus grego Hércules. A versão de Jack na série difere das representações tradicionais, mostrando-o como um mestre da manipulação psicológica e da estratégia, utilizando de sua inteligência e crueldade para lutar contra um ser muito mais poderoso fisicamente. A obra utiliza a figura mítica de Jack, o Estripador, para explorar o embate entre a moralidade e a vilania, trazendo novos contornos à lenda sombria que já é parte do imaginário popular.

### Cinema e Televisão
Jack, o Estripador, também tem sido tema de várias adaptações para o cinema e televisão. O filme Time After Time (1979) explora uma premissa intrigante: Jack, o Estripador, foge para o futuro, e H.G. Wells usa sua máquina do tempo para perseguir Jack, o Estripador, no século XX. A série de TV Ripper Street (2012–2016), por sua vez, se passa em Londres logo após os assassinatos de Whitechapel e explora o impacto desses crimes na sociedade.
Na famosa série de ficção científica Doctor Who, a personagem Madame Vastra alega ter devorado Jack, o Estripador, em um comentário sombrio e humorístico sobre os eventos que cercam sua lenda.

### Jogos Eletrônicos
Os videogames também não ficaram de fora das adaptações. O jogo para celular Jack the Ripper: Letters from Hell (2010) oferece uma experiência interativa baseada na busca por objetos escondidos, onde o jogador assume o papel de um repórter investigando os assassinatos de Whitechapel. Ao longo do jogo, o protagonista se vê cada vez mais envolvido nas conspirações e suspeitas ao redor de Jack.